# Une petite fille dans les tournesols
Pour plus de détails, voir Fiche technique et Distribution.
Une petite fille dans les tournesols est un film de Bernard Férie, 1984, avec Claude Jade : une jeune veuve ne parvient pas à surmonter le deuil qui l'a frappée. Elle se rend sur les lieux d'enfance de son mari afin s'efforcer de trouver une certaine sérénité.

## Sujet
Ce film est inspiré par le mythe d'Orphée et Eurydice : la jeune institutrice Marelle (Claude Jade) part à la recherche de son mari mystérieusement disparu alors qu’il était allé à l’enterrement d’une amie d’enfance...
Marelle, une jeune institutrice qui vient de perdre son mari, s'aperçoit chaque soir un peu plus de la rupture que cet événement a provoqué en elle-même. L’avenir ne signifie plus rien. Le présent ne l’intéresse plus. Elle découvre qu’au moment de sa mort son mari était allé secrètement en pèlerinage dans sa maison d’enfance. En partant à la découverte de cette demeure, elle part à la recherche d’elle-même. Marelle (Claude Jade) se penche sur l’univers mystérieux d’une maison et une cave abandonnée.
Elle retrouve la maison, s'y installe, rencontre un libraire (Bernard Rousselet) sur les traces lui aussi de Daniel. Marelle, en découvrant des photos et un journal intime, va trouver la vérité mais il lui restera à subir une dernière épreuve dans la caverne, à l'endroit même où Daniel, lié par un serment, est revenu mourir vingt après la mort de sa petite amie. La petite fille apparaît dans la grotte. Elle annonce que Marelle pourrait sauver Daniel si elle se retourne ...

## Anecdote
« L’idée de départ, qui affleure constamment sous le récit lui-même », déclare Bernard Ferié, le réalisateur, « m’a été confiée plusieurs fois dans ces campagnes par les personnes plus âgées. C’est l’interdiction qu’il y a à se retourner dans un lieu sacré, pendant une cérémonie religieuse (en l’occurrence ici, le mariage de Marelle et David). Ce tabou local rappelle certains mythes comme celui d’Orphée, perdant définitivement Eurydice pour s’être retourné sur elle avant d’être sorti des enfers. »

## Fiche technique
- Réalisation : Bernard Férié
- Scénario : Bernard Férié
- Directeur de la photographie : André Zarra
- Musique : Christian Maire
- Pays :  France
- Langue : français
- Date de sortie :  France : 5 décembre 1984

## Distribution
- Claude Jade (Marelle)
- Bernard Rousselet (le libraire)
- Bruno Pradal (Daniel, le mari disparu)
- Monique Mélinand (la fermière)
- Maud Rayer (la collègue de Marelle)
- Isabelle Cagnat (la petite fille)
- Eric Cavanhac (Daniel enfant)

La musique du film (Chanson de la petite fille; Thème de Marelle) est composée par Christian Maire.
Ce film a obtenu en 1985 le Prix de la Société des Auteurs